# Pulvis et umbra sumus
nos ubi decidimus

quo pater Aeneas, quo dives Tullus et Ancus,

pulvis et umbra sumus.»
ma noi, una volta inghiottiti

dal buio che avvolge il pio Enea e il prospero Tullo

e Anco, saremo ombra e polvere.»
(Orazio)
Pulvis et umbra sumus è una locuzione latina tratta dalle Odi del poeta latino Orazio (Odi, IV, 7) traducibile letteralmente in "siamo ombra e polvere", talvolta reso in "saremo ombra e polvere".
È un endiadi (figura retorica con la quale si distinguono due parole, l'una il completamento dell'altra) che rimarca la consistenza ineffabile ed impalpabile dell'uomo, ridotto in pulvis, cenere, nell'urna funeraria; umbra allude alla condizione dell'anima trapassata.

## Significato
Il significato di questa locuzione si riferisce al significato complessivo dell'Ode da cui è tratta (Odi, IV, 7), nella quale Orazio invita l'amico Torquato a considerare il costante e regolare avvicendarsi delle stagioni. La natura, infatti, è in grado di rinnovarsi ciclicamente, ed in eterno, quasi sopravvivendo a se stessa in una forma di immortalità. Al contrario all'uomo è preclusa ogni possibilità di superare il limite invalicabile del tempo che gli è stato assegnato di vivere (è ripreso il tema, molto caro ad Orazio, del Carpe diem, ovvero della fugacità del tempo). La morte che attende ogni essere umano deve agire da monito affinché l'uomo possa godere dei piccoli momenti di felicità nel presente.
Dunque, con l'espressione Pulvis et umbra sumus, Orazio rammenta che sul genere umano incombe l'incertezza imperscrutabile del futuro e la certezza, viceversa, che tutto è destinato a corrompersi, a finire, con la morte.